# آرامگاه شاهرخ‌شاه
مقبره شاهرخ‌شاه افشار مربوط به دوره تیموریان است و در دامغان، چهار راه چهار شیر، مجموعه امامزاده جعفر واقع شده و این اثر در تاریخ ۶ اسفند ۱۳۸۵ با شمارهٔ ثبت ۱۷۵۸۳ به‌عنوان یکی از آثار ملی ایران به ثبت رسیده است.